# Polibazyt
Polibazyt – minerał z gromady siarkosoli. Należy do grupy minerałów rzadkich.
Nazwa pochodzi od gr. poly = wiele i basis = podstawa.

## Charakterystyka

### Właściwości
Zazwyczaj tworzy kryształy o pokroju tabliczkowym, rzadziej słupkowym o pseudoheksagonalnych zarysach. Na ścianach kryształów występują charakterystyczne zbrużdżenia (trójkątne). Występuje w skupieniach ziarnistych, zbitych, tworzy też naloty, naskorupienia i impregnacje. Jest miękki, nieprzezroczysty, Często zawiera żelazo, arsen.

### Występowanie
Składnik utworów hydrotermalnych i żył kruszcowych. Współwystępuje ze srebrem rodzimym, stephanitem, stromeyerytem, proustytem, bornitem, argentytem, tetraedrytem.
Miejsca występowania:
- Na świecie: Chile, Boliwia, Meksyk, USA, Niemcy, Czechy, Słowacja, Włochy.

- W Polsce: został znaleziony w Rudawach Janowickich w okolicach Ciechanowic.

### Zastosowanie
- ruda srebra – 69,5% Ag,
- jest ceniony przez kolekcjonerów.